# 東郷八郎左衛門
東郷 八郎左衛門（とうごう はちろうざえもん、1856年5月26日（安政3年4月23日） - 1920年（大正9年）2月19日）は、大日本帝国陸軍軍人。最終階級は陸軍少将。
鹿児島士族である東郷次郎八の長男。1875年（明治8年）、陸軍幼年学校に入学。1896年（明治29年）、台湾守備歩兵大隊長。
1905年（明治38年）4月17日、歩兵第五十五聯隊長。同年4月19日、陸軍歩兵大佐。1909年（明治42年）11月30日、陸軍少将・歩兵第31旅団長。1913年（大正2年）8月22日、予備役編入。
1920年（大正9年）2月19日、死去。

## 栄典
叙位
- 1883年（明治16年）7月16日 - 従七位[3]
- 1901年（明治34年）4月20日 - 正六位[4]
- 1910年（明治43年）2月21日 - 正五位[5]

勲章
- 1893年（明治26年）11月29日 - 勲六等瑞宝章[6]
- 1900年（明治33年）3月31日 - 勲四等旭日小綬章[7]

## 家族・親族
- 妻：フミ（1864年2月生） - 鹿児島士族・椎原孝助三女。
- 子：辰男（1892年1月生）
- 女：とよ（1894年4月生）
- 四女：花（1896年7月生）
- 五女：ヒテ（1900年9月生）